# わかってくれるともだちはひとりだっていい/夜明け前
『わかってくれるともだちはひとりだっていい / 夜明け前』（わかってくれるともだちはひとりだっていい / よあけまえ）は、秋山奈々の1stシングル。

## 概要
- 今作は歌手に憧れを持っていた女優・秋山奈々のデビュー作品である（当時16歳）。
- 初回出荷分(6,800枚)はほとんどが完売した。
- キャッチフレーズは「瞬間の思いを、伝えたいんだ。」

## 収録曲
1. わかってくれるともだちはひとりだっていい （作詞：上田知華　作曲：樋口康雄　編曲：寺田鉄生）
2. 夜明け前 （作詞：なかにし礼　作曲：樋口康雄　編曲：寺田鉄生）
3. わかってくれるともだちはひとりだっていい(instrumental) （作曲：樋口康雄　編曲：寺田鉄生）
4. 夜明け前(instrumental) （作曲：樋口康雄　編曲：寺田鉄生）

## 解説
わかってくれるともだちはひとりだっていい
- 今作品について、秋山奈々は、「（自身が）中学生時代にいじめにあっていた際、自身を支えてくれた友人への感謝の気持ちが込めて唄った」とコメントしている。

夜明け前
- 今作で作曲を手がけた樋口康雄（ピコ）の楽曲をカバー収録。

## 備考

### 仕様・付属
- ダブルA面シングル
- 初回限定盤はトレーディングカード付属（秋山奈々本人による写真メールの自分撮りフォト）

### チャート / セールス
- 登場回数 2週

### タイアップ
- TBS『開運音楽堂』エンディングテーマ（2006年8月 - 9月）

### その他・関連
CD制作の過程を追ったドキュメンタリーDVD『StilL ProgresS DVD vol.1』